# Angelos Pawlakakis
Angelos Pawlakakis (ur. 7 listopada 1976) – grecki lekkoatleta, sprinter, Halowy Mistrz Europy na dystansie 60 metrów.

## Osiągnięcia
- brązowy medal Mistrzostw Europy juniorów w lekkoatletyce (Bieg na 100 m Nyíregyháza 1995)
- złoty medal podczas Igrzysk Śródziemnomorskich (Bieg na 100 m Bari 1997)
- złoto Młodzieżowych Mistrzostw Europy (Bieg na 100 m Turku 1997)
- złoty medal Halowych Mistrzostw Europy (Bieg na 60 m Walencja 1998)
- brąz na Halowych Mistrzostwach Europy (Bieg na 60 m Gandawa 2000)

## Rekordy życiowe
- Bieg na 100 metrów - 10,11 s (1997) rekord Grecji
- Bieg na 60 metrów (hala) - 6,54 s (1998 i 2000)